# Lillflötuberget
Lillflötuberget är ett naturreservat i Piteå kommun i Norrbottens län.
Området är naturskyddat sedan 1997 och är 0,8 kvadratkilometer stort. Reservatet omfattar norra, västra och södra  sluttningarna av berget Lill-Flötuberget och våtmarker och en tjärn nedanför. Reservatet består av gammal tallskog.